# Guang Hua Kou
Guang Hua Kou ist ein chinesisches Halbtaucherschiff. Es ist 211,2 Meter lang und 68 Meter breit. Das Deck ist bis zu 16 Meter unter Wasser tauchbar. Es wurde von Guangzhou Shipyard International (GSI) gebaut und 2016 präsentiert. Die Reederei ist COSCO Shipping Co. Ltd.